# Lætitia Sadier
Lætitia Sadier (Vincennes, 6 maggio 1968) è una cantante e musicista francese, membro del gruppo rock Stereolab.

## Biografia
Negli anni '80 ha incontrato a Parigi il musicista Tim Gane, membro dei McCarthy. Con lui ha fondato gli Stereolab nel 1990 a Londra.
All'interno del gruppo, la Sadier, è principalmente tastierista, percussionista e chitarrista, oltre che autrice e cantante.
Nel 1996 ha formato un altro gruppo, i Monade, con Rosie Cuckston dei Pram. L'album di debutto del gruppo è uscito nel 2003.
Ha collaborato insieme a Mary Hansen (anche lei membro degli Stereolab) con i The High Llamas. Ha contribuito alle registrazioni del brano To the End dei Blur (1994). Nel 1995 ha registrato una versione di Bonnie and Clyde con i Luna.
Nel 2002 ha collaborato con Common all'interno dell'album Electric Circus.
Ha occasionalmente lavorato col gruppo di musica elettronica tedesco Mouse on Mars.
Nel 2010 ha pubblicato l'album solista The Trip, uscito negli Stati Uniti attraverso la Drag City. A questo disco ha fatto seguito un altro lavoro solista uscito nel 2012 e intitolato Silencio. Nel 2013 ha collaborato con Tyler, the Creator per l'album Wolf.

## Discografia solista
- 2010 - The Trip
- 2011 - La Piscine – An Invitation by Lætitia Sadier to Keep On Swimming (12")
- 2012 - Silencio
- 2014 - Something Shines
- 2017 - Find Me Finding You
- 2024 - Rooting For Love